# Ashfordia granulata
Ashfordia granulata е вид охлюв от семейство Hygromiidae. Видът не е застрашен от изчезване.

## Разпространение
Разпространен е във Великобритания (Северна Ирландия), Ирландия, Испания и Франция.

## Описание
Популацията на вида е стабилна.